# Martín de Álzaga (pilote automobile)
Martín de Álzaga Unzúe (Martín de Álzaga Unzué en portugais), dit Macoco, né le 10 janvier 1901 à Mar del Plata et décédé le 15 novembre 1982, est un ancien pilote automobile argentin, descendant de Martín de Álzaga.

## Biographie

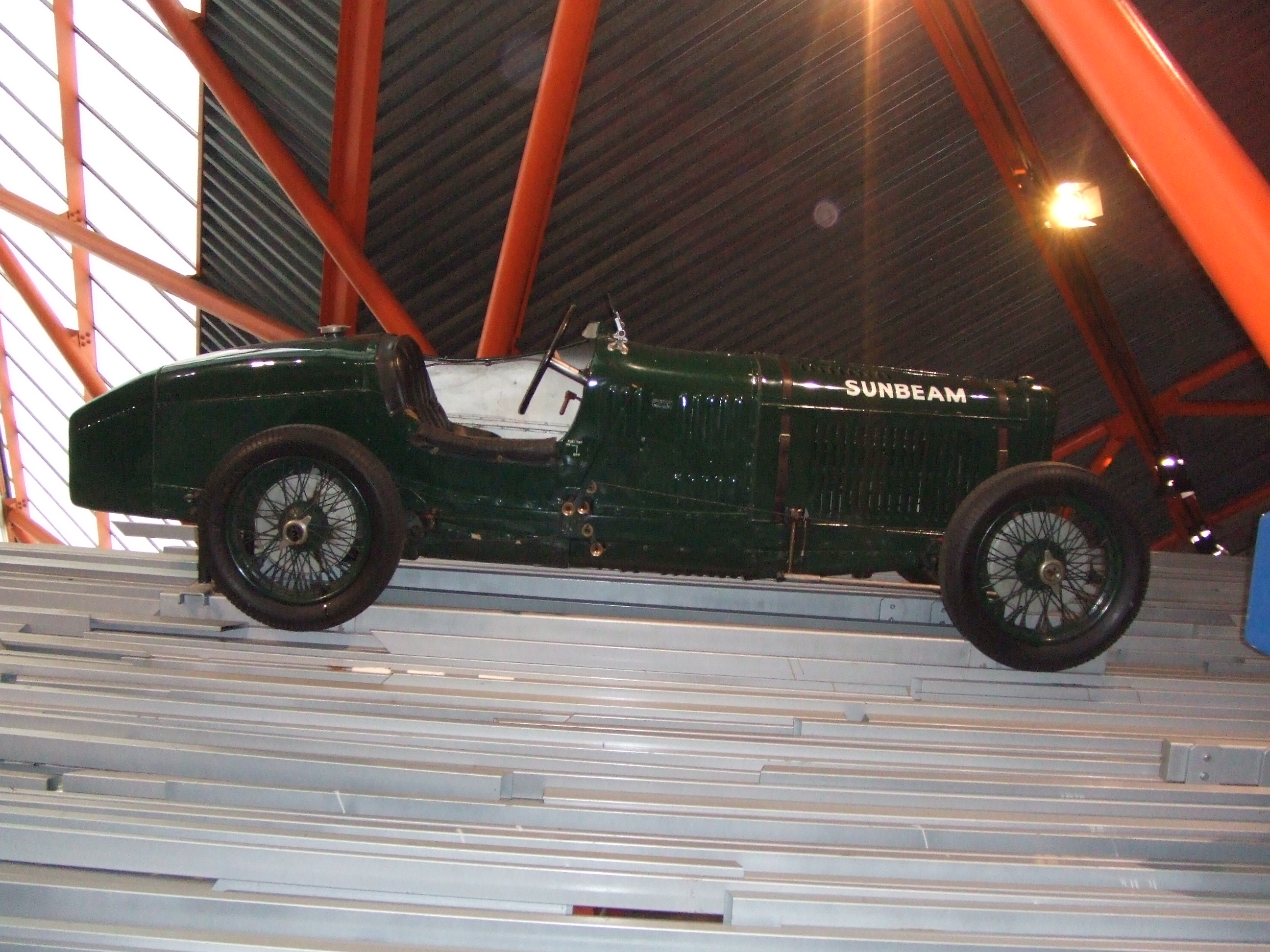
Une Sunbeam Grand Prix de 1924, au Beaulieu Motor Museum.

Il fut vainqueur dans son pays du Campeonato de la Milla en 1920, sur Anasagasti spécial, puis second du Gran Premio Argentino routier en 1921, et enfin vainqueur la même année de la course internationale  Montevideo/Punta del Este sur Mercedes Gordon-Bennett. Il fut encore du Gran Premio Argentino routier en 1922 (sur Packard), et en 1923 (derrière Guillermo Burke sur Studebaker).
Il participa à l'édition 1923 des 500 miles d'Indianapolis (départ de la seconde ligne avec le quatrième temps des qualifications), à bord de l'une des cinq Bugatti engagées lors de cette épreuve (ainsi que son compatriote Raúl Riganti).
Il est surtout connu pour être le premier sud-américain vainqueur d'un Grand Prix organisé en Europe, la Coupe de l'Autodrome (un "préambule" au véritable Grand Prix de Marseille) sur le circuit de Miramas en 1924, avec une Sunbeam 6 cylindres Grand Prix. La même saison il fut victime d'un accident au Grand Prix de Saint-Sébastien, puis il s'installa l'année suivante aux États-Unis pour ouvrir un restaurant-cabaret avec l'italo-américain John Perona à New York, où il fonda ensuite el Morocco, en 1931.
Âgé il retourna s'installer en Argentine, où il décèdera peu de temps après.
Son neveu Rodolfo Rolo de Álzaga est devenu champion d'Argentine Tourisme (T.C.), en 1959.